# Кадамба Канана Свами
Када́мба Ка́нана Сва́ми (IAST: Kadamba Kānana Svāmī, англ. Kadamba Kanana Swami; 12 апреля 1953, Амстердам, Нидерланды — 9 марта 2023, Вриндаван, Уттар-Прадеш, Индия) — кришнаитский гуру и проповедник, один из духовных лидеров Международного общества сознания Кришны (ИСККОН).

## Биография
Родился 12 апреля 1953 года в Амстердаме в семье предпринимателя. В 1970 году оставил родительский дом и совершил путешествие в Индию. В 1976 году познакомился с кришнаитами в Амстердаме и стал прихожанином амстердамского храма ИСККОН. В 1978 году совершил второе путешествие в Индию, впервые побывав в священном месте паломничества кришнаитов — Вриндаване. В 1979 году, вместе со своей женой (которая также обратилась в вайшнавизм) переехал жить в Индию, где поселился во Вриндаване. В том же году принял в качестве гуру Бхавананду Госвами (одного из старших учеников основателя ИСККОН Бхактиведанты Свами Прабхупады), получив при инициации духовное имя на санскрите «Кадамба Канана Даса».
В 1980-х годах Кадамба Канана Свами начал посещать Австралию и Бельгию, установив давние отношения с местными общинами. Он наблюдал за строительством пушпа самадхи мандира (мемориального храма) ачарьи-основателя ИСККОН А.Ч. Бхактиведанты Свами Прабхупады в Маяпуре, Индия, и был членом Административного совета Маяпура, комитета, который наблюдает за повседневным управлением проектом.
До 1984 года исполнял различные административные обязанности в Храме Кришны-Баларамы. В 1984—1985 годах занимался миссионерской деятельностью в Австралии. В 1985 году вернулся в Индию, где до 1990 года руководил строительством мемориального комплекса в честь Бхактиведанты Свами Прабхупады в Маяпуре (Западная Бенгалия). Позже он продолжал работать в Маяпуре с 2012 по 2016 год, входя в состав Исполнительного комитета, координирующего разработку генерального плана. После того, как в 1987 году Руководящий совет ИСККОН лишил Бхавананду статуса гуру, принял другого духовного учителя — Джаядвайту Свами. В 1990—1995 годах исполнял обязанности президента Храма Кришны-Баларамы во Вриндаване. В 1995 году пережил покушение на свою жизнь, предположительно организованное местной мафией. После этого покинул Индию и в течение двух лет занимался миссионерской деятельностью в Европе.
В 1997 году оставил семейную жизнь, приняв от своего гуру Джаядвайты Свами посвящение в санньясу (уклад жизни в отречении) и титул «свами». С тех пор занимается миссионерской деятельностью в Европе, Индии, Австралии и ЮАР. Он стал активно участвовать в жизни Южной Африки и провел там значительное время с 1995 по 2023 год. В стране с долгой историей апартеида он наводил мосты между общинами, а также поддерживал местную африканскую общину в сознании Кришны и предлагал ее. Он принёс фестиваль колесниц в Соуэто, где он наблюдал за местными африканцами, танцующими в экстазе перед телевизором, по которому транслировались киртаны Ратха-ятры с фестиваля в Дурбане. Этот опыт тронул его сердце, и с тех пор он хотел, чтобы в Соуэто был свой собственный фестиваль Ратха-ятры. Первое место, куда его пригласили после принятия санньясы, была Чешская Республика, где он провел много времени и имеет там довольно много последователей. Радхадеш в Бельгии был основан в основном преданными из Нидерландов, поэтому у него были там естественные связи. Он читал лекции в колледже Бхактиведанты и ведёт ежегодный фестиваль харинам в честь Дня короля, когда сотни преданных выходят на шумные улицы Амстердама, чтобы день песен и танцев. С 2000 по 2008 год он руководил фермой «Новая Враджамандала», чтобы спасти ферму от продажи. В последние годы, с 2017 по 2022 год, он работал в Нью-Йорке, откуда Шрила Прабхупада начал всемирную миссию, чтобы помочь возродить местный храм. В 2001 году начал принимать учеников, став первым гуру в истории ИСККОН из числа кришнаитов, которые не были учениками Бхактиведанты Свами Прабхупады.
С 2005 года преподавал в Бхактиведанта-колледже в Бельгии, где читал курсы по «Чайтанья-чаритамрите». Параллельно преподавал в Маяпурском институте высшего образования.

### Смерть
Его Святейшество Кадамба Канана Свами принял самадхи в 12:06 9 марта 2023 года, в день Тукарам Бидж, через два дня после Гаура Пурнимы.